# Willem Hendrikus van den Berg

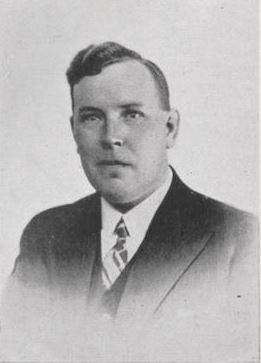
W.H. van den Berg (ca. 1939)

Willem Hendrikus van den Berg (Zwartsluis, 3 mei 1900 – Zeist, 19 juli 1954) was een Nederlands politicus van de ARP. 
Hij werd geboren als zoon van Hendrik Jan van den Berg en Alberdina Pol. Hij was nog maar 15 jaar toen hij als volontair ging werken bij de gemeentesecretarie van zijn  geboorteplaats. Daarna was Van den Berg als ambtenaar werkzaam bij de gemeente Diepenveen en in 1921 werd hij de eerste ambtenaar bij de gemeente Westerbork. Vier jaar later volgde zijn benoeming tot gemeentesecretaris van Blokzijl en vanaf 1939 maart was hij daar de burgemeester. In 1953 werd hij ziek en begin 1954 werd Geert Pastoor, burgemeester van Wanneperveen, tevens waarnemend burgemeester van Blokzijl. Enkele maanden later overleed Van den Berg overleed op 54-jarige leeftijd. 